# 伊塔阿拉
伊塔阿拉是巴西南大河州的一个市镇。总面积171.079平方公里，总人口4633人，人口密度27.1人/平方公里。